# Arturo Barrios Flores
Arturo Barrios Flores (n. Ciutat de Mèxic, Mèxic; 12 de desembre de 1962), és un atleta mexicà ja retirat de la competició especialitzat en proves de llarga distància.
Va quedar en el cinquè lloc en els Jocs Olímpics d'Estiu de 1988, de Seül, i en els Jocs Olímpics de Barcelona 1992 en la prova dels 10.000 m llisos masculins. Va guanyar la medakka d'or en la prova de 5.000 metres tant en els Jocs Panamericans d'Indianapolis el 1987 com en els de l'Havana el 1991. Va aconseguir ser plusmarquista mundial de 10.000 metres masculins amb un temps de 27:08.23, aconseguits el 18 d'agost de 1989 en l'estadi Olímpic de Berlín. La marca no va ser superada fins a 1993 quan Richard Chelimo va aconseguir fer-ho en 27:07.91 en Estocolm.
El 30 de març de 1991, va aconseguir també la plusmarca mundial de la hora recorrent 21.101 m, i la plusmarca dels 20.000 m fent un temps de 56:55.6. Totes dues estan imbatudes fins al 2007. La marca realitzada en 1991 li va permetre ser el primer home en la història que ha fet una mitja marató en menys d'una hora; el primer a igualar-lo va ser Moses Tanui el 1993 (en una carrera de ruta, mentre que Barrios ho va aconseguir en una pista d'atletisme).
Arturo Barrios té els rècords mexicans dels 2.000 m (5:03.4, el 10 de juliol de 1989), dels 3.000 m (7:35.71, el 10 de juliol de 1989), dels 5.000 m (13:07.79, el 14 d'agost de 1989), dels 10.000 m (27:08.23, el 18 d'agost de 1989), els 10 km de carrer (27:41, l'1 de març de 1986), els 15 km de carrer (42:36, el 29 de juny de 1986), dels 20.000 metres i de l'hora (56:55.6 i 21.101 m, respectivament, el 30 de març de 1991). És més, l'únic mexicà que ha realitzat corrents la distància de la Mitja marató en menys d'una hora.
La formació professional de Barrios va ser als Estats Units, on va ser reclutat per La universitat de Texas A&M obtenint un grau d'enginyeria mecànica el 1985 i competint en cross country amb resultats acceptables, encara que no va ser fins que va començar a entrenar amb Tadeusz Kempka, d'origen polonès i radicat a Mèxic, que el seu progrés el va permetre convertir-se en una figura dominant de l'atletisme mundial de 1986 a 1993, competint tant en pista com en carreres de carrer i convertint-se en un atleta que, quasi sempre, estava en els primers llocs de les competències en les quals participava.
Es va convertir en ciutadà nord-americà el setembre de 1994 i viu actualment a Boulder, Colorado amb la seva dona Joy.